# هنری اندرکا
هنری اندرکا (آلبانیایی: Henri Ndreka؛ زادهٔ ۲۷ مارس ۱۹۸۳) بازیکن فوتبال اهل آلبانی است.
از باشگاه‌هایی که در آن بازی کرده‌است می‌توان به باشگاه فوتبال پارتیزانی تیرانا، باشگاه فوتبال کریفباس کریفیی ریه، باشگاه فوتبال تئوتا، باشگاه فوتبال ولازنیا اشکودر، و باشگاه فوتبال لاچی اشاره کرد.
وی همچنین در تیم ملی فوتبال آلبانی بازی کرده‌است.